# FIFA Confederations Cup 2005
De FIFA Confederations Cup 2005 was de zevende editie van de FIFA Confederations Cup, die werd gehouden van 15 tot 29 juni 2005 in Duitsland. Het toernooi werd beschouwd als de "generale repetitie" voor het Wereldkampioenschap 2006 dat een jaar later in Duitsland werd gehouden. Brazilië, destijds regerend wereldkampioen en Zuid-Amerikaans kampioen, won de FIFA Confederations Cup 2005.

## Speelsteden
| Keulen              | Frankfurt am Main  | Hannover                 | Leipzig            | Neurenberg         |
| ------------------- | ------------------ | ------------------------ | ------------------ | ------------------ |
| RheinEnergieStadion | Waldstadion        | FIFA WM-Stadion Hannover | Zentralstadion     | Frankenstadion     |
| Capaciteit: 46.120  | Capaciteit: 48.132 | Capaciteit: 44.652       | Capaciteit: 44.200 | Capaciteit: 41.926 |
|                     |                    |                          |                    |                    |

## Deelnemers

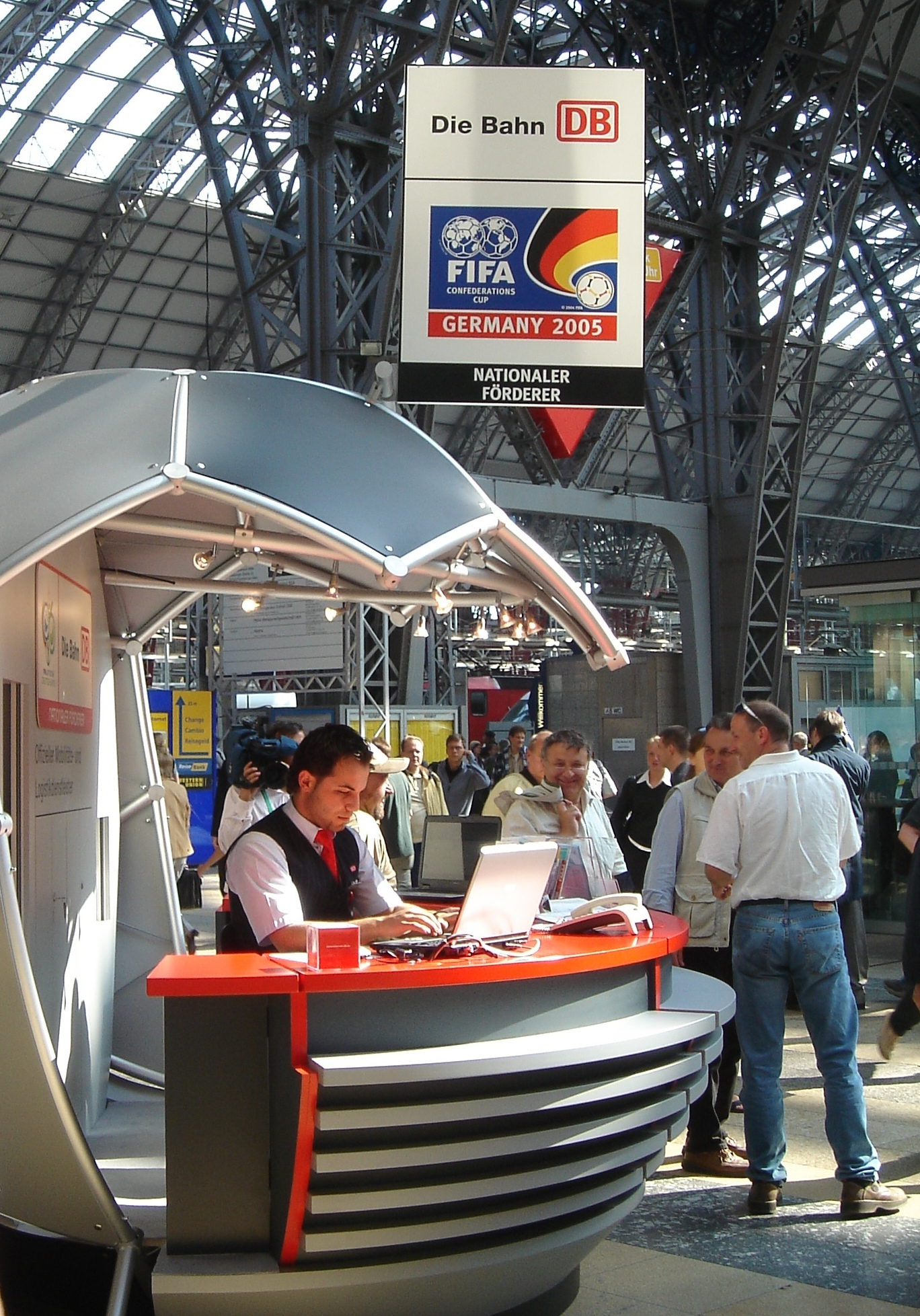
Informatiepunt op het Centraal Station van Frankfurt am Main

De acht deelnemers van de FIFA Confederations Cup 2005 waren de zes regerende continentale kampioenen, plus de regerend wereldkampioen en het gastland. De volgende teams deden mee. Omdat Brazilië naast de wereldtitel ook het Zuid-Amerikaans landenkampioenschap won, mocht de verliezende finalist van dat laatste toernooi, Argentinië, ook meedoen.

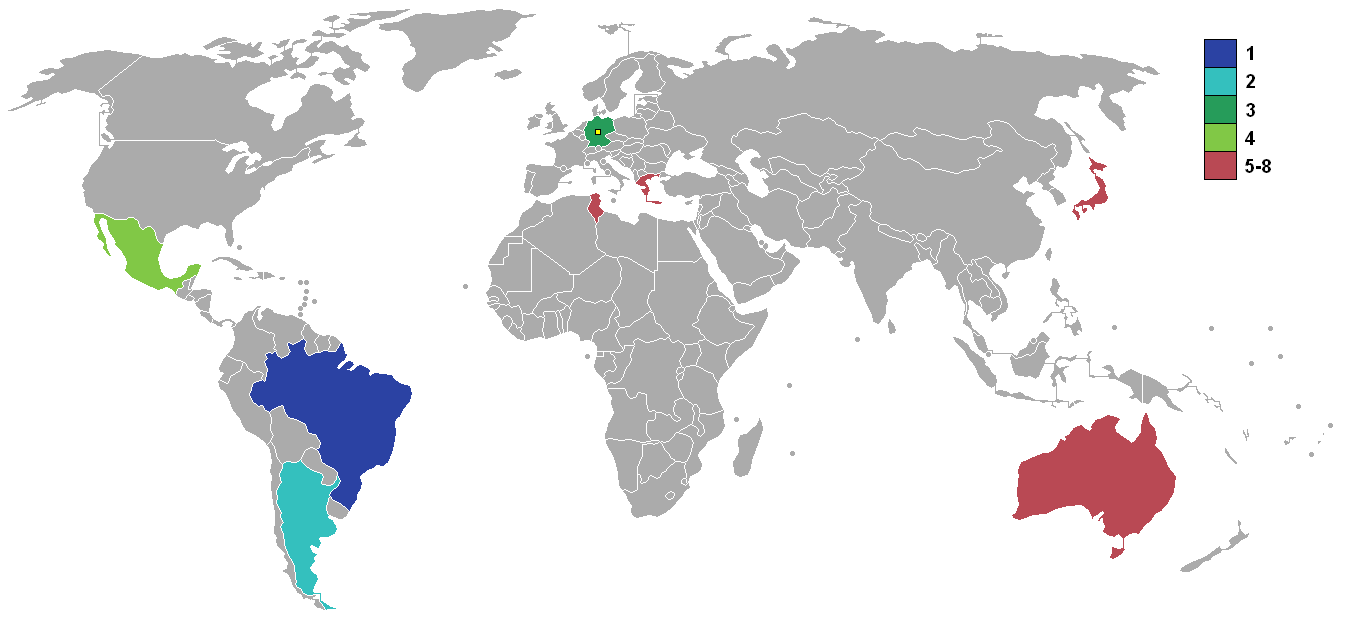
Overzicht van landen die deelnamen.

| Deelnemende landen (kwalificatie) |
| --- |
| Duitsland, gastland Brazilië, wereldkampioen en winnaar Copa América 2004 Argentinië, vice-kampioen Zuid-Amerika Australië, winnaar Oceanië Cup 2004 Tunesië, winnaar Afrika Cup 2004 Mexico, winnaar CONCACAF Gold Cup 2003 Griekenland, winnaar EK 2004 Japan, winnaar Azié Cup 2004 |

## Scheidsrechters

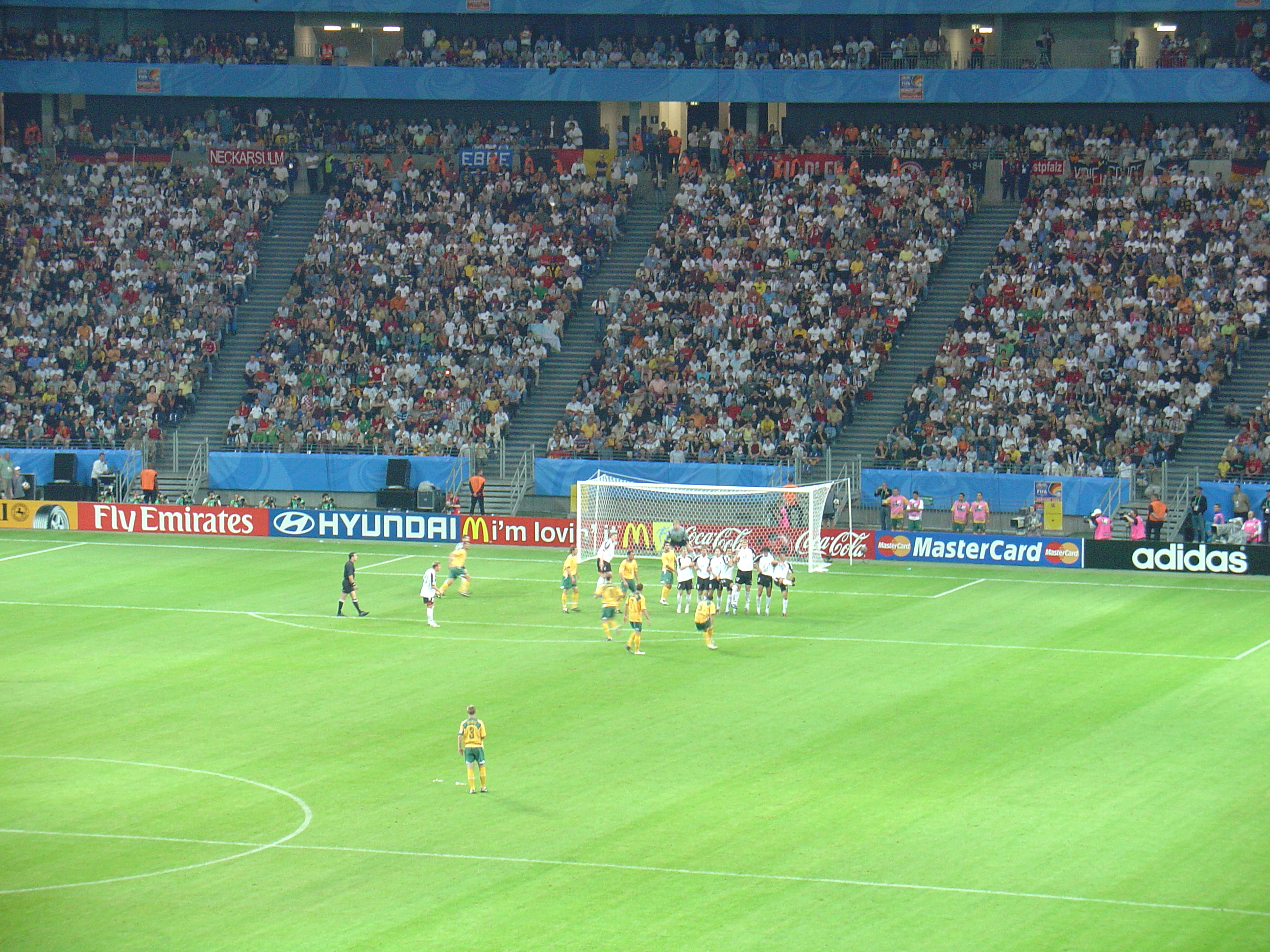
Wedstrijd tussen Duitsland en Australië in het Waldstadion van Frankfurt am Main

- Carlos Amarilla
- Matthew Breeze
- Carlos Chandía

- Mourad Daami
- Herbert Fandel
- Shamsul Maidin

- Ľuboš Micheľ
- Peter Prendergast
- Roberto Rosetti

## Groepsfase

### Groep A
| Team       | Gsp | GW | G | V | DV | DT | DS | Ptn |
| ---------- | --- | -- | - | - | -- | -- | -- | --- |
| Duitsland  | 3   | 2  | 1 | 0 | 9  | 5  | +4 | 7   |
| Argentinië | 3   | 2  | 1 | 0 | 8  | 5  | +3 | 7   |
| Tunesië    | 3   | 1  | 0 | 2 | 3  | 5  | –2 | 3   |
| Australië  | 3   | 0  | 0 | 3 | 5  | 10 | –5 | 0   |

|                                               |                                 |       |                      |                                                                                  |
| 15 juni 2005 «onderlinge duels» 18:00 (UTC+2) | Argentinië                      | 2 – 1 | Tunesië              | RheinEnergieStadion, Keulen Toeschouwers: 28.033 Scheidsrechter: Roberto Rosetti |
| 15 juni 2005 «onderlinge duels» 18:00 (UTC+2) | Riquelme 33' (pen.) Saviola 57' |       | Guemamdia 72' (pen.) | RheinEnergieStadion, Keulen Toeschouwers: 28.033 Scheidsrechter: Roberto Rosetti |

|                                               |                                                             |       |                             |                                                                                     |
| 15 juni 2005 «onderlinge duels» 21:00 (UTC+2) | Duitsland                                                   | 4 – 3 | Australië                   | Waldstadion, Frankfurt am Main Toeschouwers: 46.466 Scheidsrechter: Carlos Amarilla |
| 15 juni 2005 «onderlinge duels» 21:00 (UTC+2) | Kurányi 17' Mertesacker 23' Ballack 60' (pen.) Podolski 88' |       | Skoko 21' Aloisi 31', 90+2' | Waldstadion, Frankfurt am Main Toeschouwers: 46.466 Scheidsrechter: Carlos Amarilla |

|                                               |         |                                                 |           |                                                                                    |
| 18 juni 2005 «onderlinge duels» 18:00 (UTC+2) | Tunesië | 0 – 3                                           | Duitsland | RheinEnergieStadion, Keulen Toeschouwers: 44.377 Scheidsrechter: Peter Prendergast |
| 18 juni 2005 «onderlinge duels» 18:00 (UTC+2) |         | Ballack 74' (pen.) Schweinsteiger 80' Hanke 88' |           | RheinEnergieStadion, Keulen Toeschouwers: 44.377 Scheidsrechter: Peter Prendergast |

|                                               |                        |       |                                            |                                                                                |
| 18 juni 2005 «onderlinge duels» 20:45 (UTC+2) | Australië              | 2 – 4 | Argentinië                                 | Frankenstadion, Neurenberg Toeschouwers: 25.618 Scheidsrechter: Shamsul Maidin |
| 18 juni 2005 «onderlinge duels» 20:45 (UTC+2) | Aloisi 61' (pen.), 70' |       | Figueroa 12', 53', 89' Riquelme 31' (pen.) | Frankenstadion, Neurenberg Toeschouwers: 25.618 Scheidsrechter: Shamsul Maidin |

|                                               |           |                 |         |                                                                             |
| 21 juni 2005 «onderlinge duels» 20:45 (UTC+2) | Australië | 0 – 2           | Tunesië | Zentralstadion, Leipzig Toeschouwers: 23,952 Scheidsrechter: Carlos Chandía |
| 21 juni 2005 «onderlinge duels» 20:45 (UTC+2) |           | Santos 26', 70' |         | Zentralstadion, Leipzig Toeschouwers: 23,952 Scheidsrechter: Carlos Chandía |

|                                               |                            |       |                         |                                                                              |
| 21 juni 2005 «onderlinge duels» 20:45 (UTC+2) | Argentinië                 | 2 – 2 | Duitsland               | Frankenstadion, Neurenberg Toeschouwers: 42.088 Scheidsrechter: Ľuboš Micheľ |
| 21 juni 2005 «onderlinge duels» 20:45 (UTC+2) | Riquelme 33' Cambiasso 74' |       | Kurányi 29' Asamoah 51' | Frankenstadion, Neurenberg Toeschouwers: 42.088 Scheidsrechter: Ľuboš Micheľ |

### Groep B
| Team        | Gsp | GW | G | V | DV | DT | DS | Ptn |
| ----------- | --- | -- | - | - | -- | -- | -- | --- |
| Mexico      | 3   | 2  | 1 | 0 | 3  | 1  | +2 | 7   |
| Brazilië    | 3   | 1  | 1 | 1 | 5  | 3  | +2 | 4   |
| Japan       | 3   | 1  | 1 | 1 | 4  | 4  | 0  | 4   |
| Griekenland | 3   | 0  | 1 | 2 | 0  | 4  | –4 | 1   |

|                                               |                |       |                       |                                                                                        |
| 16 juni 2005 «onderlinge duels» 18:00 (UTC+2) | Japan          | 1 – 2 | Mexico                | FIFA WM-Stadion Hannover, Hannover Toeschouwers: 24.036 Scheidsrechter: Matthew Breeze |
| 16 juni 2005 «onderlinge duels» 18:00 (UTC+2) | Yanagisawa 12' |       | Zinha 39' Fonseca 64' | FIFA WM-Stadion Hannover, Hannover Toeschouwers: 24.036 Scheidsrechter: Matthew Breeze |

|                                               |                                     |       |             |                                                                           |
| 16 juni 2005 «onderlinge duels» 20:45 (UTC+2) | Brazilië                            | 3 – 0 | Griekenland | Zentralstadion, Leipzig Toeschouwers: 42.507 Scheidsrechter: Ľuboš Micheľ |
| 16 juni 2005 «onderlinge duels» 20:45 (UTC+2) | Adriano 41' Robinho 46' Juninho 81' |       |             | Zentralstadion, Leipzig Toeschouwers: 42.507 Scheidsrechter: Ľuboš Micheľ |

|                                               |             |           |       |                                                                                    |
| 19 juni 2005 «onderlinge duels» 18:00 (UTC+2) | Griekenland | 0 – 1     | Japan | Waldstadion, Frankfurt am Main Toeschouwers: 34.314 Scheidsrechter: Herbert Fandel |
| 19 juni 2005 «onderlinge duels» 18:00 (UTC+2) |             | Oguro 76' |       | Waldstadion, Frankfurt am Main Toeschouwers: 34.314 Scheidsrechter: Herbert Fandel |

|                                               |              |       |          |                                                                                         |
| 19 juni 2005 «onderlinge duels» 20:45 (UTC+2) | Mexico       | 1 – 0 | Brazilië | FIFA WM-Stadion Hannover, Hannover Toeschouwers: 43.677 Scheidsrechter: Roberto Rosetti |
| 19 juni 2005 «onderlinge duels» 20:45 (UTC+2) | Borgetti 59' |       |          | FIFA WM-Stadion Hannover, Hannover Toeschouwers: 43.677 Scheidsrechter: Roberto Rosetti |

|                                               |             |       |        |                                                                                     |
| 22 juni 2005 «onderlinge duels» 20:45 (UTC+2) | Griekenland | 0 – 0 | Mexico | Waldstadion, Frankfurt am Main Toeschouwers: 31.285 Scheidsrechter: Carlos Amarilla |
| 22 juni 2005 «onderlinge duels» 20:45 (UTC+2) |             |       |        | Waldstadion, Frankfurt am Main Toeschouwers: 31.285 Scheidsrechter: Carlos Amarilla |

|                                               |                        |       |                            |                                                                               |
| 22 juni 2005 «onderlinge duels» 20:45 (UTC+2) | Japan                  | 2 – 2 | Brazilië                   | RheinEnergieStadion, Keulen Toeschouwers: 44.922 Scheidsrechter: Mourad Daami |
| 22 juni 2005 «onderlinge duels» 20:45 (UTC+2) | Nakamura 27' Oguro 88' |       | Robinho 10' Ronaldinho 32' | RheinEnergieStadion, Keulen Toeschouwers: 44.922 Scheidsrechter: Mourad Daami |

## Knock-outfase
|  | halve finale         | halve finale       |   |                   | finale                      | finale |
|  |                      |                    |   |                   |                             |        |
|  | 25 juni – Neurenberg |                    |   |                   |                             |        |
|  | Duitsland            | 2                  |   |                   |                             |        |
|  | Brazilië             | 3                  |   |                   |                             |        |
|  |                      |                    |   |                   |                             |        |
|  |                      |                    |   |                   | 29 juni – Frankfurt am Main |        |
|  |                      |                    |   |                   | Brazilië                    | 4      |
|  |                      | Argentinië         | 1 |                   |                             |        |
|  |                      |                    |   |                   |                             |        |
|  |                      |                    |   |                   | derde plaats                |        |
|  | 26 juni – Hannover   | 26 juni – Hannover |   | 29 juni – Leipzig | 29 juni – Leipzig           |        |
|  | Mexico               | 1 (5)              |   | Duitsland         | 4                           |        |
|  | Argentinië           | 1 (6)              |   |                   | Mexico                      | 3      |

### Halve finale
|                                               |                                   |       |                                        |                                                                                |
| 25 juni 2005 «onderlinge duels» 18:00 (UTC+2) | Duitsland                         | 2 – 3 | Brazilië                               | Frankenstadion, Neurenberg Toeschouwers: 42.187 Scheidsrechter: Carlos Chandía |
| 25 juni 2005 «onderlinge duels» 18:00 (UTC+2) | Podolski 23' Ballack 45+3' (pen.) |       | Adriano 21', 76' Ronaldinho 43' (pen.) | Frankenstadion, Neurenberg Toeschouwers: 42.187 Scheidsrechter: Carlos Chandía |

|                                               |                                            |              |                                                   |                                                                                |
| 26 juni 2005 «onderlinge duels» 18:00 (UTC+2) | Mexico                                     | 1 – 1 (n.v.) | Argentinië                                        | Stadium Hanover, Hannover Toeschouwers: 40.718 Scheidsrechter: Roberto Rosetti |
| 26 juni 2005 «onderlinge duels» 18:00 (UTC+2) | Salcido 104'                               |              | Figueroa 110'                                     | Stadium Hanover, Hannover Toeschouwers: 40.718 Scheidsrechter: Roberto Rosetti |
| 26 juni 2005 «onderlinge duels» 18:00 (UTC+2) | Strafschoppen                              |              |                                                   | Stadium Hanover, Hannover Toeschouwers: 40.718 Scheidsrechter: Roberto Rosetti |
| 26 juni 2005 «onderlinge duels» 18:00 (UTC+2) | Pérez Pardo Borgetti Salcido Pineda Osorio | 5–6          | Riquelme Rodríguez Aimar Galletti Sorín Cambiasso | Stadium Hanover, Hannover Toeschouwers: 40.718 Scheidsrechter: Roberto Rosetti |

### Troostfinale
|                                               |                                                      |              |                               |                                                                             |
| 29 juni 2005 «onderlinge duels» 18:00 (UTC+2) | Duitsland                                            | 4 – 3 (n.v.) | Mexico                        | Zentralstadion, Leipzig Toeschouwers: 43.335 Scheidsrechter: Matthew Breeze |
| 29 juni 2005 «onderlinge duels» 18:00 (UTC+2) | Podolski 37' Schweinsteiger 41' Huth 79' Ballack 97' |              | Fonseca 40' Borgetti 58', 85' | Zentralstadion, Leipzig Toeschouwers: 43.335 Scheidsrechter: Matthew Breeze |

### Finale
|                                               |                                          |       |            |                                                                                  |
| 29 juni 2005 «onderlinge duels» 20:45 (UTC+2) | Brazilië                                 | 4 – 1 | Argentinië | Waldstadion, Frankfurt am Main Toeschouwers: 45.591 Scheidsrechter: Ľuboš Micheľ |
| 29 juni 2005 «onderlinge duels» 20:45 (UTC+2) | Adriano 11', 63' Kaká 16' Ronaldinho 47' |       | Aimar 65'  | Waldstadion, Frankfurt am Main Toeschouwers: 45.591 Scheidsrechter: Ľuboš Micheľ |

## Kampioen
| FIFA Confederations Cup 2005 |
| ---------------------------- |
| BRAZILIË 2de titel           |

## Topscorers
| Speler              | Land       | Aantal doelpunten | Opmerking                         |
| ------------------- | ---------- | ----------------- | --------------------------------- |
| Adriano             | Brazilië   | 5                 | winnaar Gouden Bal (beste speler) |
| John Aloisi         | Australië  | 4                 | -                                 |
| Michael Ballack     | Duitsland  | 4                 | winnaar Bronzen Bal               |
| Jared Borgetti      | Mexico     | 3                 | -                                 |
| Luciano Figueroa    | Argentinië | 4                 | -                                 |
| Lukas Podolski      | Duitsland  | 3                 | -                                 |
| Juan Román Riquelme | Argentinië | 3                 | winnaar Zilveren Bal              |
| Ronaldinho          | Brazilië   | 3                 | -                                 |